# 펠릭스 우푸에부아니 국제공항

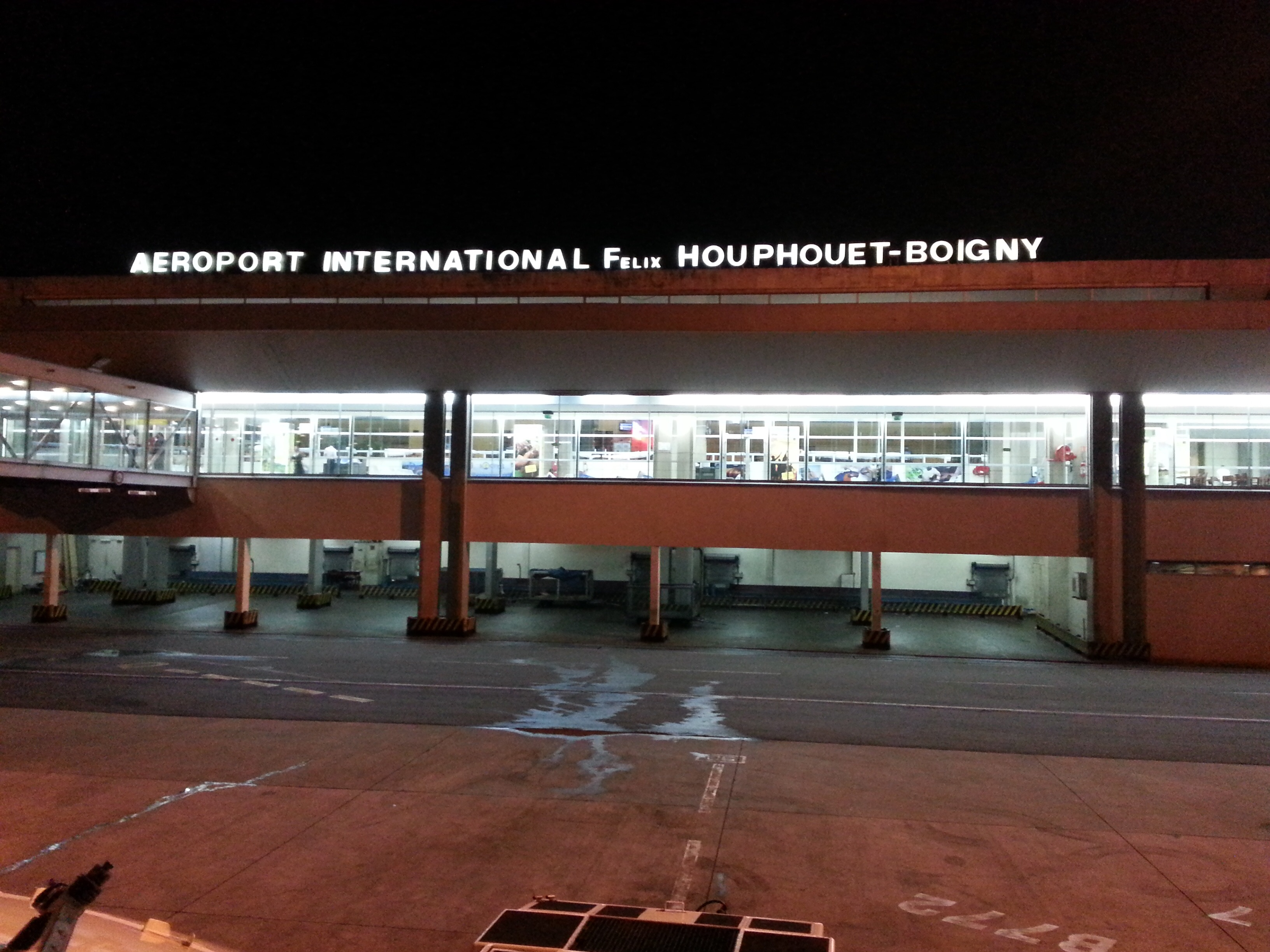

펠릭스 우푸에부아니 국제공항(Félix-Houphouët-Boigny International Airport, IATA: ABJ, ICAO: DIAP)은 코트디부아르 아비장에서 남동쪽으로 16킬로미터 지점에 위치한 공항이다. 항공 교통 부문에서 국가 최대의 공항이다. 이 공항은 코트디부아르 항공의 주 허브 공항이다. 이 공항의 이름은 제1대 대통령 펠릭스 우푸에부아니의 이름에서 비롯되었으며 이 국제공항은 유럽의 각기 다른 4개 항공에 직접 연결되어 있으며 아프리카와 중동의 수많은 도착지로의 항공편을 제공한다. 일반적으로 이 공항은 20개 이상의 항공사가 이용하며 36개 이상의 도착지를 커버한다.